# Тиккурила (компания)
Tikkurila Oyj — финский производитель лакокрасочной продукции. Штаб-квартира находится в районе Тиккурила города Вантаа рядом с Хельсинки. Tikkurila была основана в 1862 году как маслобойня.
На 2020 год производственные мощности насчитывали 7 заводов в 6 странах. Продукция продавалась в 40 странах, основными рынками сбыта являлись Россия, Швеция, Финляндия, Польша и Прибалтика. Основные бренды декоративной краски — Tikkurila, Alcro и Beckers.
Tikkurila 10 июня 2021 года была поглощена американской компанией PPG Industries, сумма сделки составила около 1,5 млрд евро.

### История
История современного концерна Tikkurila Oyj началась в деревушке Тиккурила Гельсингфорского уезда на порогах реки Керава, где к водяной мельнице пристроили маслобойню. Она принадлежала заводу Dickursby Oljeslageri, владельцем которой был подполковник Андерс Лоренц Мунстерхьелм. Завод использовал в качестве сырья льняное семя и семя конопли. Льняное масло было отличным материалом для отделки поверхностей, а из масла путём варки получали олифу — связующее краски.
1863 — в конце года заработала маслобойня. Уже тогда одним из самых перспективных рынков для компании стал Восток и, прежде всего, Россия. Здесь можно было найти как поставщиков сырья, так и клиентов. Одновременно активно развивалось сотрудничество с Швецией. В течение первых 20 лет своей работы маслобойный завод в местечке Тиккурила успешно работал, несмотря на частую смену владельцев.
1885 — завод Tikkurila приобрел торговый дом Schildt & Hallberg, который на те времена выполнял роль торгового представительства и вел комиссионную и экспортную торговлю. В 80-е годы XIX века он начал заниматься оптовой торговлей муки, зерна. Вскоре к этому прибавилась торговля маслобойными, сельскохозяйственными машинами, концентрированными кормами, искусственными удобрениями и фуражным зерном. Торговый дом был очень заинтересован в покупке маслобойни, так как у него уже были постоянные клиенты по покупке отходов производства олифы — льняного жмыха, который шел на корм скоту. В свою очередь, торговый дом покупал у этих клиентов льняное семя. Кроме посевного зерна Schildt & Hallberg экспортировал из Финляндии семена хвойных деревьев
1886 — в Тиккурила была построена специальная фабрика, которая обрабатывала 24 бочки шишек хвойных деревьев в сутки.
1889 — продукция компании удостоилась серебряной медали на Парижской выставке 1889 года. Возможно, благодаря компании Tikkurila, Франция, Бельгия, Англия и Германия, куда экспортировались эти семена, сохранили свои леса.
1889 — был построен новый цех для варки олифы
1897 — были приобретены первые гидравлические маслобойки и увеличено число котлов. Отечественного сырья не хватало, и льняное семя приходилось искать даже в Аргентине. Производство росло с такой скоростью, что маслобойная фабрика Tikkurila стала крупным производителем льняной олифы. До этого на финском рынке лидировала российская «Невская олифа»
1919 — при маслобойном заводе был создан «цех технической химии» для производства лака и красок в баночной фасовке
1914 — с началом первой мировой войны ввоз олифы российского производства в Финляндию прекратился, и спрос на олифу компании Tikkurila вырос настолько, что продукцию пришлось распределять между клиентами. Были установлены квоты для каждого партнера.
1917 — торговый дом Schildt & Hallberg был преобразован в акционерное общество и основным видом деятельности определил уже не торговлю, а производство
1918 — в конце 1917 года прекратились поставки сырья из России, завод лишился российского льняного семени, что в итоге создало простой производства на весь год. Строительство в стране, начавшееся ещё в годы войны, и его бурное развитие в послевоенные годы определило направление инвестиций компании — лакокрасочное производство. Война показала, насколько важна для страны независимость от импорта таких товаров, как краски и лаков. Для достижения задуманного у торгового дома уже были: завод-маслобойня, завод по производству олифы, капитал и наработанные связи
1919 — Лакокрасочный завод Tikkurila начал работать.
1929 — Одной из основных проблем стало отсутствие достаточной информации о продукции компании у клиентов. Тогда Tikkurila начала свои первые маркетинговые акции для информирования клиентов. Сегодня сильная маркетинговая поддержка брендов Tikkurila в порядке вещей, но тогда первым шагом стало основание первой газеты для клиентов Tikkurilan Viesti.
1952 — Tikkurila выпустила первую краску Tikkurila Joker для внутренних работ, которая и сейчас есть в линейке продуктов компании и пользуется большой популярностью. Латексные краски позволяли впервые использовать валик для окраски, что резко сократило продолжительность малярных работ. Запах краски перестал быть очень резким. Учитывая эти факторы, в1960-е годы латексные краски стали самыми используемыми материалами для внутренних работ.
1953 — в Tikkurila установили принцип сбора предложений от сотрудников компании на темы: улучшение условий труда, снижения уровня травматизма и другие. Такая практика действует до сих пор во всех компаниях концерна в разных странах. Ежегодно проводятся коммуникационные сессии с сотрудниками, работают ящики вопросов и предложений. Любой сотрудник может задать вопрос или внести предложение на рассмотрение руководству компании.
1958 — в Tikkurila была создана специальная служба, которая занималась разработкой каталогов цветов, а также предоставляла консультации по подбору краски. Любой житель Финляндии мог бесплатно проконсультироваться со специалистами компании о цвете, материале, который он хотел бы использовать. Руководителем этой службы стал художник, который благодаря этим консультациям определил внешний вид многих административных, производственных и жилых зданий Финляндии тех лет
1967 — Tikkurila покупает предприятия акционерного общества Suomen Väriteollisuus Oy в городе Ханко, которые специализируются на производстве судовых красок. Появляется новое направление работы Tikkurila, которому суждено стать в скором времени ведущим — промышленные покрытия.
1970 — Tikkurila запустила на рынок первую колеровочную систему «Мониколор», что произвело переворот на рынке. До этого краски колеровали на заводе, теперь клиент мог заказать и получить нужный ему оттенок в магазине после небольшого ожидания. В каталоге было 360 цветов, что сейчас кажется мало, а тогда было невероятным. Одним из ярких проектов, в котором участвовала компания Tikkurila — подготовка к Олимпийским играм в Москве. Советский союз закупал белый «Миранол» в таких количествах, что краску не успевали производить. После игр существенно возросло число заказов из России, в том числе от частных потребителей
1975 — году компания Tikkurila завершила строительство завода, который был назван созвучно с колеровочной системой — «Мониколор». Для воплощения проекта был выбран город Вантаа — район Тиккурила. На тот момент это был самый автоматизированный лакокрасочный завод в мире.  Завод «Мониколор» уже в 70-е годы XX века выпускал в год 20 миллионов литров краски. Из персонала на линии требовалось только два оператора с пульта управления.
1982 — строительство нового завода по производству промышленных красок, а также складских помещений. Вскоре вступил в строй завод по производству красок Temacolor, и в 1983 году на рынок была выведена колеровочная система промышленных красок «Темаколор».
1988 — на южной стороне реки Керава появился новый исследовательский центр.
1984 — концерн Tikkurila купил в Британии четвертую по величине компанию по производству лакокрасочной продукции в Соединенном Королевстве. Компания Donald MacPherson Group действовала в восьми странах Европы, а также в Юго-Восточной Азии и в странах Карибского бассейна. Число работников на предприятиях концерна достигало более 3500 человек.
1986 — компания поменяла название на новое, более простое для восприятия при международном общении, Tikkurila Oy
1990 — при заводе по производству промышленных красок в Голландии было создано маркетинговое подразделение Tikkurila, которое занималось сбытом уже не красок, а систем колеровки. В этом же году состоялась презентация спектрофотометра, который позволяет подобрать любой оттенок за несколько минут. В 1992 году в новой колеровочной системе «Мониколор Нова» уже было 2024 цветов, в 3.5 раза больше, чем в системе «Мониколор Футура» 1982 года.
1994 — Tikkurila стало первым в мире предприятием, получившим сертификат экологической безопасности
1995 — Tikkurila — первая среди западных компаний построила лакокрасочный завод в Санкт-Петербурге. Второй завод появился в Москве пятью годами позже (2000 г.)
1996 — вступил в строй производящий пигментные пасты завод Colorado, пока последний из построенных в Вантаа. В том же году начали работу принадлежащие компании Tikkurila CPS заводы в США и Австралии
1997 — преобразована структура компании. Колеровка стала специализацией компании Tikkurila CPS Oy. Компания Tikkurila Paints Oy сосредоточилась на производстве коммерческих и строительных материалов, а Tikkurila Coatings Oy — промышленных красок. Tikkurila Oy сохранило свою роль материнской компании, а вновь созданная компания Tikkurila Services Oy стала сервисной компанией концерна
2000 — компания Tikkurila CPS была продана шведской инвестиционной компании Industri Kapital. Так компания Tikkurila вернулась к своим истокам, к лакокрасочному производству
2002 — на рынки была выведена новая колеровочная система «Тиккурила Симфония»
2003 — в Вантаа открылся учебный центр Paletti, поставившего обучение профессионалом использованию материалов компании на высокий качественный уровень. Обучение играет очень важную роль в политике развития Tikkurila, так как все понимают, что сотни партнеров компании в странах СНГ, Прибалтики и Центральной Европы являются жизненно важным звеном между Tikkurila и миллионами потребителей
2004 — Tikkurila приобрела контрольный пакет акций находящегося в Киеве производителя красок «Фарби Колорит». Компания Tikkurila продавала краски на Украину с начала 80-х годов XX века. Эта сделка укрепила позиции компании на рынках стран СНГ и в особенности на Украине. В 2006 года Tikkurila скупила все акции украинской компании, которая стала называться ТОВ «Тиккурила»
2005 — Tikkurila получила эксклюзивное право на продажу порошковых красок производителя Rohm and Haas в странах Северной Европы, Балтии и странах СНГ. Была расширена система Temaspeed, включившая все наиболее употребляемые финские и зарубежные карты цветов. Эта концепция обслуживания появилась на рынках ещё в 1998 году. Сейчас имеет более 250 уполномоченных региональных дилеров более чем в 28 странах.
2006 — в Алма-Ате (Казахстан) была создана компания ТОО Тиккурила, главной задачей которой является маркетинг и продажа декоративных и профессиональных красок на стремительно растущем рынке Средней Азии. В то же время в Праге, в Чехии, была приобретена торговая фирма Finncolor s.r.o, получившая в дальнейшем наименование Tikkurila s.r.o. До этого фирма занималась импортом в страну декоративных, профессиональных и промышленных красок.
2007 — в Пекине Tikkurila приобрела действующую в Китае торговую компанию CEIEC-Feelings, торговая деятельность которой и 50 работников перешли в новую компанию Tikkurila (Beijing) Paints Co., Ltd. CEIEC-Feelings с 2002 года занималась импортом в Китай декоративных и профессиональных красок компании Tikkurila.
2008 — Tikkurila в Бухаресте учреждает торговую компанию Tikkurila-JUB. В Беларуси была зарегистрирована компания ИП «Тиккурила» — представительство концерна Tiikurila Oy, состоящее из офиса и склада. Уже осенью был сформирован торговый отдел и через год начались первые продажи. В течение двух лет формировался коллектив и портфель продуктов, которые компания предлагает клиентам. В мае 2010 году склад переехал в новое большое помещение (21 000 м²), что подтвердило серьёзные планы компании по расширению своего присутствия в Беларуси. Сегодня компания активно развивается в Беларуси и держит курс только на расширение. Компания Tikkurila приобрела в Мартине, Словакия, торговую компанию, которую переименовала в Tikkurila Slovakia s.r.o.

## Деятельность в России
Треть всех продаж компании приходится на Россию, однако во втором квартале 2014 году произошло их снижение на 7 % (с 208 млн евро во II квартале 2013 года до 192 млн евро за аналогичный период в 2014).
1965 — заводы Tikkurila компании Schildt & Hallberg представлены на общем с предприятиями Teknos и Suomen Vari стенде Finnpaint на международной выставке химической промышленности в Москве.
1974 — заводы Tikkurila, входившие в состав концерна Kemira, провели переговоры о поставках своей продукции на промышленные предприятия и крупные строительные объекты СССР в рамках билатериальной торговли.
1993 — совместно с российским партнером Tikkurila основала АО «Финнколор», получив 70 % акций компании. Помимо автоэмалей на российский рынок поставлялись крупные партии красок в строящиеся военные городки для расквартированных военных частей из стран Восточного блока.
1995 — в Санкт-Петербурге начато производство водоразбавляемых красок. После создания в России дилерской сети «Финнколор» отказался от собственных фирменных магазинов.
1998 — Tikkurila основала в Санкт-Петербурге ЗАО «Тиккурила Коутингс», специализирующееся на промышленных покрытиях.
1999 — Tikkurila основала в Москве дочернюю компанию — ООО «Краски Тиккурила», через год в Раменском началось производство лакокрасочной продукции. В 2000 году в Новосибирске был создан региональный склад.
2006 — Tikkurila приобрела российскую компанию ООО «Краски Текс», доля которой на рынке бытовых и общестроительных красок России составляла около 10 %.Компании, основанной в 1994 году, принадлежали предприятия в Санкт-Петербурге и Старом Осколе, а также центральный склад в Челябинске. Штат компании насчитывал около 800 человек.
2007 — Tikkurila приобрела 70 % пакет акций двух петербургских заводов промышленных покрытий. Ассортимент продукции на российском рынке расширился за счёт красок для металлообрабатывающей промышленности «Гамма» и порошковых красок «Охтэк». Новые компании продолжали деятельность под названиями «Гамма Индустриальные краски» и «Тиккурила Порошковые краски». В 2009 году 13:07 a3/p3Tikkurila выкупила оставшиеся 30 % обеих компаний. В начале 2010 года от порошковых красок отказались.
2008 — три российские компании в сфере бытовых и общестроительных красок объединились под общим названием ООО «Тиккурила».
2009 — в подмосковных Мытищах открылся новый Логистический центр и отдел продаж. Россий, другие страны СНГ и Украины были объединены в бизнес-подразделение «Страны Восточной Европы» (SBU East). Tikkurila стала самым известным брендом
красок в России.
2010 — на заводе в Обухово, Санкт-Петербург, пущена новая линия водоразбавляемых красок. В России представлены новинки: экологичная колеровочная система Аватинт, новые цветовые материалы и торговое оборудование, серия продукции для отделки фасадов.
2011 — Tikkurila становится спонсором 32-серийной программы «Школа ремонта» на телеканале ТНТ. Концерну Tikkurila принадлежат четыре завода на территории России: три в Санкт-Петербурге и один в Старом Осколе. Компания имеет торговые точки, логистические центры и региональные склады в Москве, Санкт-Петербурге, Челябинске и Новосибирске. Продукция на российском рынке предлагается под брендами Tikkurila, TEKC, Finncolor и Гамма.

#### После российского вторжения в Украину
В 2022 году Tikkurila заявила что покидает российский рынок из-за вторжения России в Украину. После российского нападения на Украину компания ограничила свою работу в России: прекратила продажи российским госпредприятиям нефтегазовой и авиационной промышленности, а также предприятиям, попавшим под санкции. Также компания сообщила что пожертвует 450 тысяч долларов НКО, помогающим украинцам.
В 2024 расследование The Insider показало что, несмотря на заявления о прекращении работы в России, Tikkurila остаётся одним из крупнейших производителей красок на рынке. Продукцию Tikkurila используют подрядчики, работающие на оккупированных территориях Украины, краски закупали, в том числе и силовые структуры, а некоторые подсанкционные компоненты поставлялись в Россию, несмотря на санкции стран Евросоюза. Также компания проводила маркетинговые кампании в России и не выполнила обещание пожертвовать полученную в России прибыль гуманитарным организациям, поддерживающим Украину: филиал Tikkurila потратил 6 млрд. рублей на реструктуризацию бизнеса материнской компании.